# Anne-Marie Gélinas
Pour les articles homonymes, voir Anne-Marie Gélinas (homonymie) et Gélinas.
Anne-Marie Gélinas, née le 13 octobre 1957  à Montréal (Québec) est poète, auteur-compositeur interprète québécoise francophone.

## Biographie
Elle est la troisième enfant de Marie-Andrée Bélanger, chanteuse, et de Marc Gélinas (1937-2001), auteur-compositeur interprète.
Anne-Marie Gélinas, comédienne de formation, entre autres avec Sita Ridez, Pascal Desgranges, Opéra-Fête, commence à partir de 1975 à écrire des textes de poésie au côté de Janou Saint-Denis à la « Place aux poètes ».
1982 : elle donne un premier récital de ses chansons.
1983 : elle anime "Parlons-en", une émission de radio à CIBL.
1985 : elle joue le rôle de Diane Paquette dans le téléthéâtre "Balconville" de David Fennario The Death of Rene Levesque.
1999 : Jamil Azzaoui produit son premier CD "Le Tango de l'Amor" bientôt suivi de "Comme des Nomades", tous deux chaleureusement accueillis par la critique.
Plus tard elle inaugure et anime les soirées-cabaret "Entre le Rouge et le Noir" 
visant à faire connaître les artistes émergents du spectacle vivant francophone.
2008-2009 :  Anne-Marie Gélinas continue d'écrire et donne des spectacles sur des scènes montréalaises.